# عطيفة كندية
عطيفة كندية (الاسم العلمي: Campylobacter canadensis) هي نوع من البكتيريا تتبع جنس العطيفة من فصيلة العطيفات.